# Liste von Persönlichkeiten aus Arzo
Diese Liste enthält in Arzo im Kanton Tessin geborene Persönlichkeiten und solche, die in Arzo ihren Wirkungskreis hatten, ohne dort geboren zu sein. Die Liste erhebt keinen Anspruch auf Vollständigkeit.

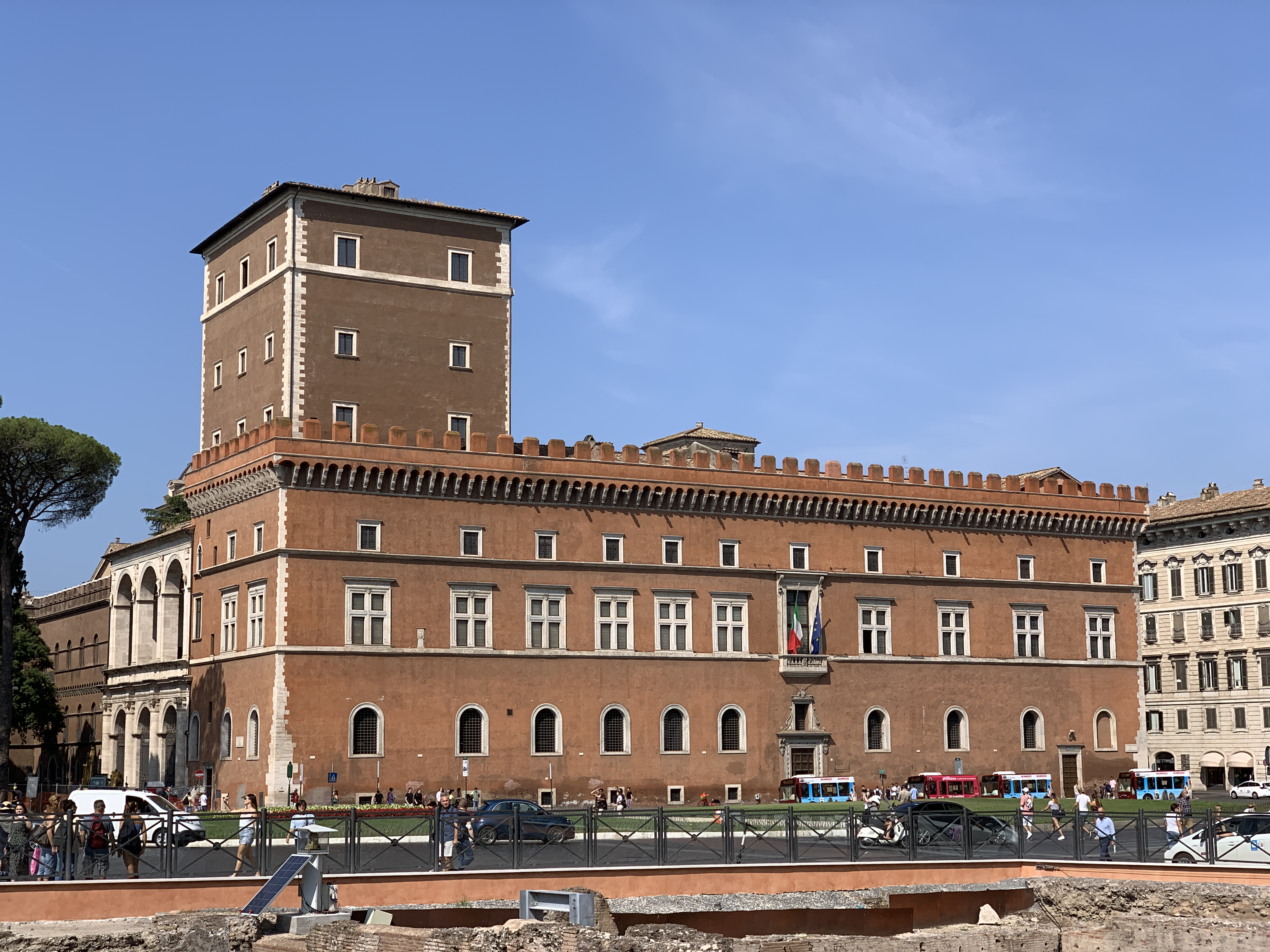
Andrea de Arzo: Palazzo Venezia, Rom 1471

## Persönlichkeiten
(Sortierung nach Geburtsjahr)
- Andrea de Arzo (* 1435 in Arzo; † nach dem 1471 in Rom ?), Architekt in Rom (Palazzo Venezia) 1466–1471[1][2]

- Familie Fossati. 
  - Antonio Fossati genannt Pedrale (* um 1475 in Arzo; † nach 1509 ebenda ?), Sohn von Giorgio, Bildhauer am Dom von Pavia und am Dom zu Mailand[3]
  - Francesco Fossati (* um 1560 in Arzo; † nach 1604 in Venedig), Architekt[4][5]
  - Francesco Antonio Fossati (* um 1680 in Arzo; † nach 1718 in Turin ?), Baumeister schuf am Castello di Rivoli unter dem Architekten Filippo Juvarra[6]

- Familie Ferrari. 
  - Carlo Ferrario (* um 1640 in Arzo; † nach 1681 ebenda), Bildhauer, arbeitete 1664 in Rom; 1681 an der Pfarrkirche von Mendrisio[7]
  - Giacomo Ferrari (* um 1685 in Arzo; † nach 1718 ebenda ?), Bildhauer und Baumeister am Castello di Rivoli unter dem Architekten Filippo Juvarra[8]
  - Stefano Ferrari (* um 1710 in Arzo; † nach 1752 ebenda ?), Bildhauer im Nizza Monferrato[9]
  - Pietro Ferrari (* 20. November 1876 in Arzo; † 24. Januar 1937 in Massagno), Lehrer, Gründer der Fondazione Docenti Ticinesi, Direktor der Zeitung Popolo e Libertà, Tessiner Grossrat[10][11]

- Künstlerfamilie Aglio. [12][13]
  - Giacomo Aglio (* um 1570 in Arzo; † nach 1605 ebenda), Bildhauer[12]
  - Andrea Aglio (* um 1640 in Arzo; † nach 1690 in Warschau), Stuckateur, arbeitete um 1690 auch in Kroměříž[14][13]
  - Pietro Aglio (* um 1660 in Arzo; † nach 1692 in Warschau), Baumeister, Stuckateur[15][13]
  - Carlo Aglio (* um 1680 in Arzo; † nach 1718 in Turin ?), Polier in Turin, er arbeitete unter dem Architekten Filippo Juvarra im Castello di Rivoli, zusammen mit anderen aus Arzo[13][16]
  - Francesco Aglio (* um 1681 in Arzo; † nach 1719 in Turin ?), Stuckateur. Er arbeitete in Turin mit Carlo Aglio, Giovanni Michele Rossi und Simone Rossi[13][17]
  - Giovanni Andrea Aglio (* 19. April 1683 (Taufe) in Arzo; † nach 1750 in Krakau ?), Bildhauer[18].
  - Pietro Aglio (* 1710 in Arzo; † 1792 in Warschau), Stuckateur in Kroměříž[13]
  - Andrea Salvatore Aglio (* 1736 in Arzo; † 1792 in Dresden), Marmorbildhauer und Maler[19][20][21][22]
  - Andrea Aglio (* 18. September 1802 in Arzo; † 1. November 1861 ebenda), Priester, Politiker[23]
  - Francesco Antonio Aglio (* um 1810 in Arzo; † um 1870 ebenda), Holzschnitzer und Architekt[12]

- Künstlerfamilie Rossi. [24]
  - Giovanni Rossi (* 1600 in Arzo; † nach 1624 ebenda), Bildhauer, er arbeitete am Dom zu Como[24]
  - Giovan Maria und Vitale Rossi (* um 1605 in Arzo; † nach 1632 ebenda), Baumeister in Turin[24]
  - Francesco Rosso (* um 1680 in Arzo; † nach 1718 ebenda ?), Baumeister am Castello di Rivoli unter dem Architekten Filippo Juvarra[25]
  - Giovan Battista Rosso (* um 1680 in Arzo; † nach 1718 ebenda ?), Baumeister am Castello di Rivoli unter dem Architekten Filippo Juvarra[26]
  - Giovan Maria Rosso (* um 1680 in Arzo; † nach 1718 ebenda ?), Baumeister am Castello di Rivoli unter dem Architekten Filippo Juvarra[27]
  - Simone Rosso (* um 1683 in Arzo; † nach 1719 ebenda ?), Baumeister am Castello di Rivoli unter dem Architekten Filippo Juvarra[28]
  - Giovan Maria und Antonio Rossi (* um 1710 in Arzo; † nach 1745 ebenda), Bildhauer, sie schufen den Hauptaltar der Klosterkirche von Fahr, verpflichteten sich 1745 zur Erstellung von zwei Altären, der Kanzel und der Treppe[24]
  - Antonio Rossi (* 1745 in Arzo; † 1832 ebenda), Bildhauer, er schuf die Kanzel und den Kruzifixaltar in der Kirche von Arzo[24]
  - Paolo Francesco Rossi (* 27. März 1761 in Arzo; † 28. Juni 1827 ebenda), Sohn des Giacomo Antonio, Politiker, Mitglied der provisorischen Regierung von Riva San Vitale 1798, Friedensrichter des Bezirks Riva San Vitale, Tessiner Grossrat[24][29]
  - Giacomo Antonio Rossi (* 20. Mai 1787 in Arzo; † 7. Juni 1866 ebenda), Sohn des Paolo Francesco, Notar, Politiker, Gerichtspräsident von Mendrisio, Kantonsrichter von 1843 an, Tessiner Grossrat[24]
  - Giovan Maria Rossi (* um 1795 in Arzo; † nach 1730 ebenda), Bildhauer, er arbeitete am Mailänder Dom und am Friedensbogen von Mailand[24]
  - Giovanni Rossi (* um 1820 in Arzo; † nach 1884 ebenda), Rechtsanwalt und Notar, Kantonsrichter[30]
  - Antonio Rossi (* 1835 in Arzo; † 27. Februar 1892 ebenda), Neffe des Giacomo Antonio, Politiker, Tessiner Grossrat, Kantonsrichter von 1890 an, am Stabioprozess beteiligt[31]
  - Raimondo Rossi (1870–1955), Sohn des Antonio, Gymnasiallehrer, Rektor der kantonalen Handelsschule von Bellinzona, Militär, Oberst der Schweizer Armee, Grossrichter der V. Division, Tessiner Grossrat und Staatsrat
  - Antonio Rossi (* 24. August 1870 in Arzo; † nach 1928 in Balerna), Vetter von Raimondo, Priester, Professor in Pollegio, dann am Priesterseminar von Lugano, Rektor, Kanoniker der Stiftskirche Santi Pietro e Stefano von Bellinzona, Erzpriester von Balerna[24]
  - Felice Rossi (* 20. November 1872 in Arzo; † 24. November 1921 ebenda), Vetter von Raimondo, Anwalt und Notar, Politiker, Tessiner Grossrat, dann Kantonsrichter[24]
  - Francesco Rossi (* 9. Juni 1875 in Arzo; † nach 1924 ebenda), Bruder des Felice, Doktor der Medizin, Politiker, Tessiner Grossrat[24]
  - Riccardo Rossi (1901–1986), Rechtsanwalt und Notar, Politiker, Tessiner Grossrat, Nationalrat
  - Remo Rossi (1909–1982), Schweizer Bildhauer
  - Ettore Rossi (1915–1998), Kinderarzt, Dozent an der Universität Bern
  - Antonio Rossi (* 1952 in Maroggia), Gymnasiallehrer in Mendrisio, Literaturkritiker, Übersetzer und Dichter, wohnt in Arzo[32]

- Familie Gamba. [33]
  - Stefano Gamba (* 28. Januar 1704 in Arzo; † vor 1797 ebenda), Unternehmer, er besass die Marmorsteinbruch Le predere rosse von Arzo, Bildhauer, schuf 1740–1742 mit Francesco  Marchesi von Saltrio den Marmoraltar der Totenkapelle der Stiftskirche Sant’Antonio in Locarno[33][34]
  - Pietro Antonio Gamba (* um 1710 in Arzo; † um 1750 ebenda ?), Stuckateur, Mitarbeiter von Antonio Gaetano Bussi[35]
  - Domenico Antonio Gamba (* 12. Februar 1746 in Arzo; † 25. Februar 1832 ebenda), Sohn des Stefano, Unternehmer, er besass die Marmorsteinbruch Le predere rosse von Arzo[34]
  - Antonio Francesco Gamba (* 19. Februar 1750 in Arzo; † um 1807 ebenda), Sohn des Stefano, Unternehmer, er besass die Marmorsteinbruch Le predere rosse von Arzo[34]
  - Paolo Giacomo Gamba (* 8. April 1752 in Arzo; † Januar 1811 in Como), Sohn des Stefano, Priester, Professor am Lyceum von Como bis 1805; Freund Alessandro Voltas, einer der besten Redner des konstitutionellen Zirkels in Como 1798, Mitglied des Vereins für Wissenschaft, Litteratur und Kunst von Como[33][34]
  - Paolo Antonio Eugenio Gamba (* 20. August 1778 in Arzo; † 15. Juli 1837 ebenda), Sohn des Domenico, Unternehmer, er besass die Marmorsteinbruch Le predere rosse von Arzo[34]
  - Stefano Domenico Gamba (* 7. November 1821 in Arzo; † 10. August 1886 ebenda), Sohn des Paolo Antonio Eugenio, Priester, Professor am Collegio Papio von Ascona, dann Professor des kanonischen Rechts am Grossen Seminar in Como, dessen Rektor, Ehrenkanoniker der Kathedrale, prosynodaler Examinator, Mitglied verschiedener Kommissionen des Bistums Como[33][34]
  - Domenico Ambrosio Gamba (* 7. Dezember 1824 in Arzo; † 9. Juli 1899 ebenda), Sohn des Paolo Antonio Eugenio, Unternehmer, er besass die Marmorsteinbruch Le predere rosse von Arzo[34]
  - Paolo Giacomo Donato Gamba (* 21. September 1867 in Arzo; † 4. August 1902 ebenda), Sohn des Domenico Ambrosio, Unternehmer, er besass die Marmorsteinbruch Le predere rosse von Arzo[34]

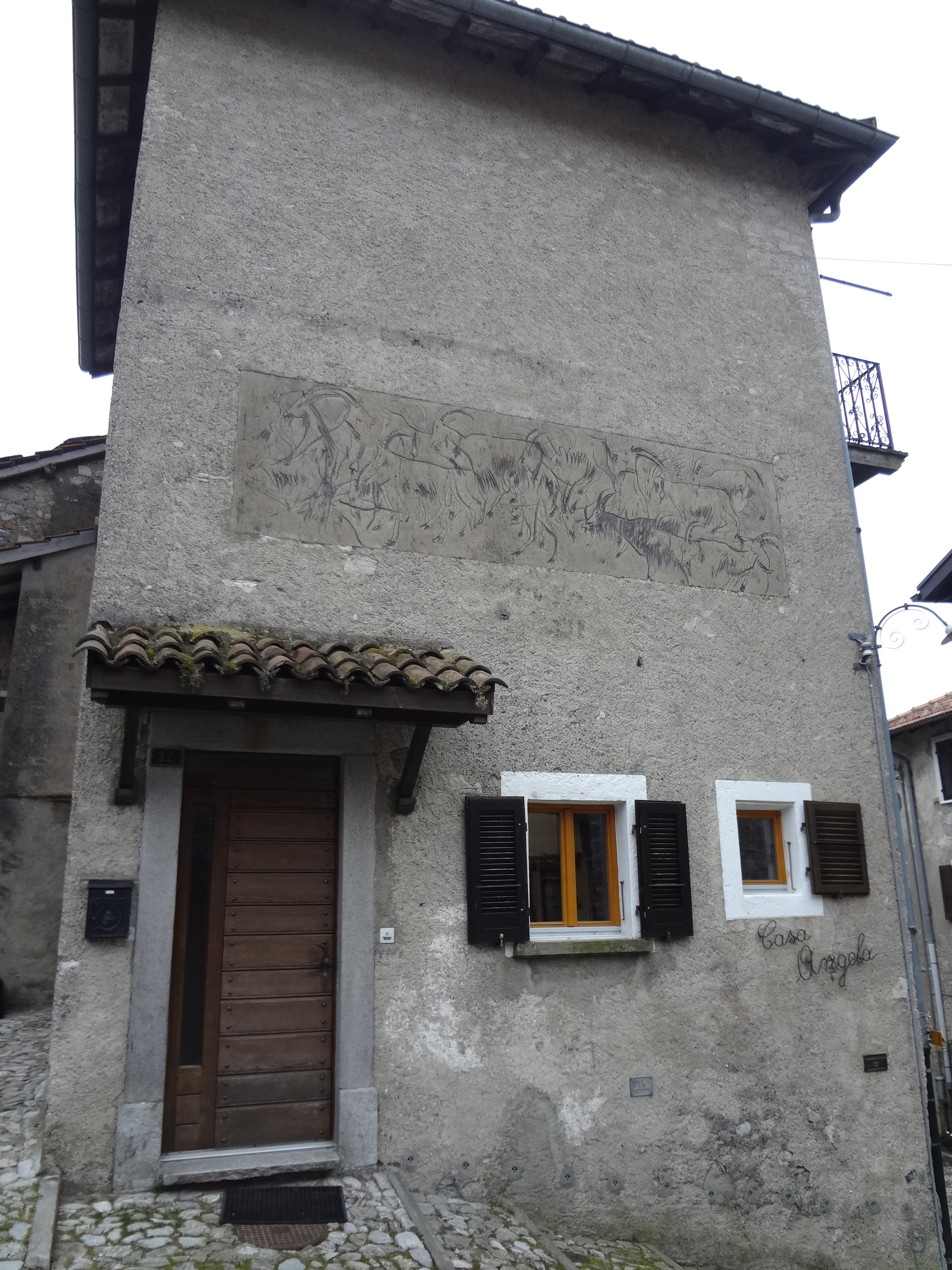
Piergiorgio Piffaretti: Cavri, Brè, 1995.

- Luigi Giudici (* um 1840 in Arzo; † 19. Juni 1913 in Mailand), Unternehmer und Wohltäter[36]
- Guido Bustelli (* 21. April 1905 in Arzo; † 29. März 1992 in Lugano), Politiker, Tessiner Grossrat, Nationalrat; Major der Schweizer Armee[37]
- Piergiorgio Piffaretti (* 1942), Bildender Künstler, Kunstpädagoge
- Claudio Origoni (* 1944 in Riva San Vitale; † 2. März 2016 ebenda), Sekundarlehrer, Schriftsteller, Dichter, Gemeinderat (Exekutive) der Gemeinde Arzo[38][39]
- Marco Piffaretti (* 12. Dezember 1952 in Arzo), Bildhauer, Sekundarlehrer für visuelle Erziehung[40]